# Diocletianus palats

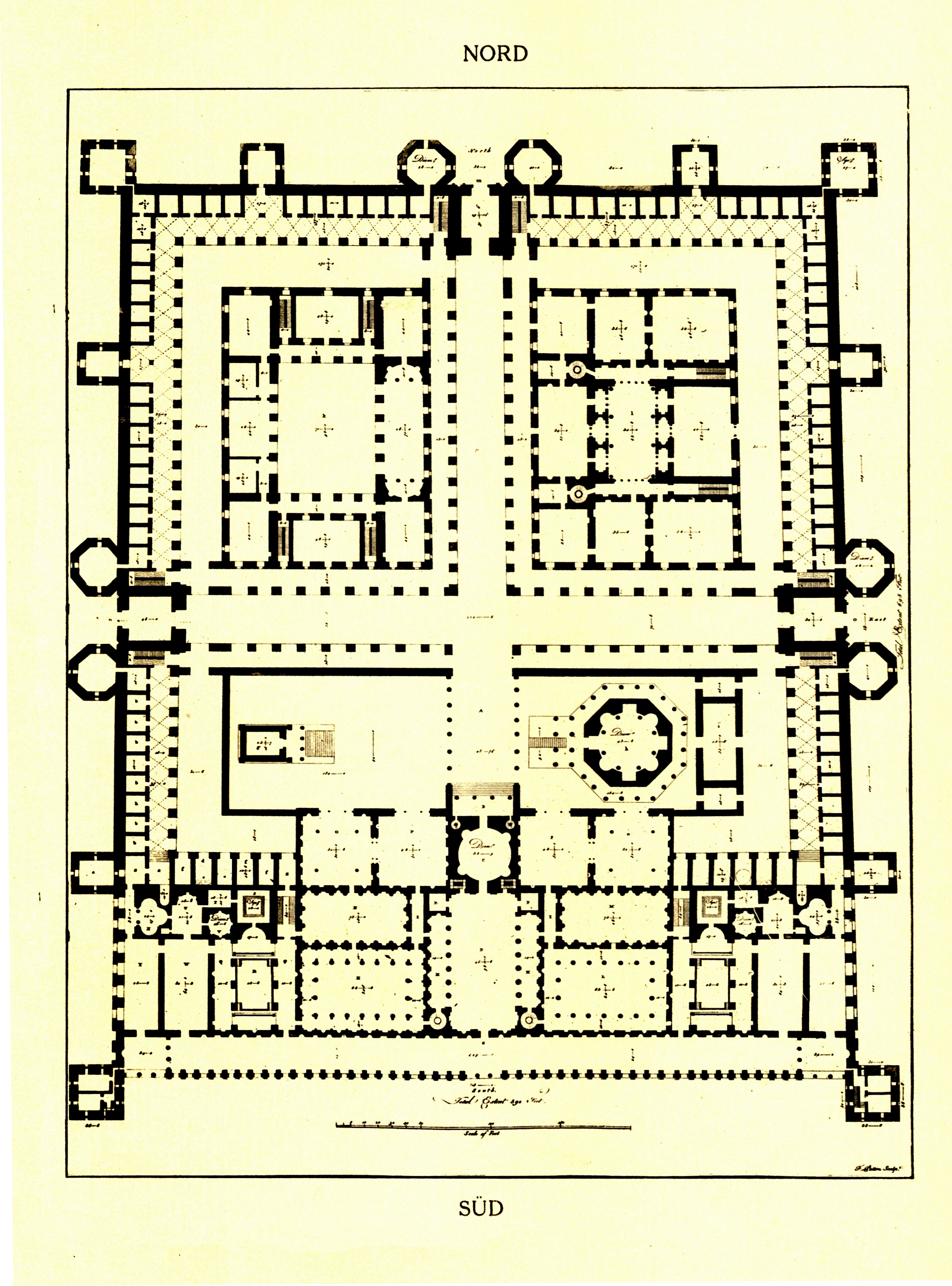
Ritning som visar palatset och dess objekt.

Diocletianus palats (kroatiska: Dioklecijanova palača) är ett antikt romerskt palats i Split i Kroatien. Palatset uppfördes av den romerska kejsaren Diocletianus i slutet av 200-talet efter Kristus och innesluter de gamla delarna av staden Split. Det omkring 30 000 kvadratmeter stora palatset är en av de största bevarade romerska byggnaderna i världen med en storlek mätt på utsidan på 215 meter i öst-västlig riktning och 175–181 meter i nord-sydlig riktning.
Det relativt välbevarade palatset är en av de mest kända och integrerade arkitektoniskt och kulturellt värdefulla byggnaderna på den kroatiska adriatiska kusten, samt en populär turistattraktion och stadens Splits mest besökta sevärdhet. År 1979 blev palatset Kroatiens tredje världsarv.

## Historik

### Uppförandet
Den romerska kejsaren Diocletianus föddes i den romerska provinsen Dalmatia. Efter något mer än 20 år som romersk härskare drog han sig den 1 maj 305 e. Kr. tillbaka till det palats som han omkring år 295 gett i uppdrag att bygga. Palatset uppfördes fem kilometer sydväst om Salona, vid en vik på en halvö som sköt ut från fastlandet.  
Vem eller vilka som var arkitekterna bakom bygget är inte känt, men inskriptioner av bland annat de grekiska namnen Zotikos och Filotas tyder på att kejsaren använt sig av mästare från den östra delen av Romarriket. Troligt är att arbetskraften togs från den lokala befolkningen i området. Mycket tyder på att palatset inte var helt färdigt då det intogs av Diocletianus och dess färdigställande skulle fortlöpa medan den forna kejsaren bodde i det. Efter hans död år 316 fortsatte palatset att användas som romerskt förvaltningskontor och guvernörsbostad.

### Postromersk tid
De turbulenta århundraden som följde på Diocletianus död skulle helt komma att ändra palatsets funktion, kulturella och etniska struktur. I början av 600-talet utsattes närliggande Salona av flera räder från avarerna och slaverna vilket fick stadens befolkning att söka skydd i palatset. De mer bemedlade flyktingarna bosatte sig i vad som tidigare hade varit kejsarens privata boning medan de mindre bemedlade bosatte sig i tornen och rummen ovanför portarna. Den följande befolkningstillväxten ledde till att människor bosatte sig utanför palatset och under följande århundraden kom palatset att lyda under olika myndigheter; från 900-talet kom det att ingå i det kroatiska kungariket för att senare bland annat lyda under kungariket Ungern, republiken Venedig och Österrike-Ungern.

## Arkitektur
Det i det närmaste rektangulära palatset liknar till utseendet ett castrum. Då det uppfördes hade det ett fyrkantigt torn i varje hörn och fyra torn vardera längs de västra, norra och östra sidorna. Vit kalksten främst från Brač men även Seget vid Trogir användes som byggnadsmaterial. Kalktuff togs från närliggande flodbäddar och murtegel tillverkades i verkstäder i närområdet.

## Objekt
- Jupiters tempel, idag Johannes dopkapell, var tillägnat guden Jupiter och är det största och enda av ursprungligen tre tempel som är bevarat än idag.[2] De två andra templen var runda till formen och stod mittemot Jupiters tempel. Templen var tillägnade Venus och Kybele.
- Sankt Domnius katedral består av tre delar som uppförts under olika epoker och som tillsammans utgör dagens katedral. Katedralens centrala del utgörs av vad som ursprungligen var kejsarens mausoleum.
- Peristylen var och är palatsets centrala torg. Under antiken fanns här bland annat den norra ingången till kejsarens privata delar.
- Diocletianus akvedukt uppfördes för att förse palatset med färskvatten. Akvedukten kom dock att förstöras av goterna på 500-talet.[3]
- Palatsets källare utformades innan dess konstruktion. Källarens arkitektoniska syfte var att bära upp de övre delarna i den södra delen av palatset som geografiskt sluttade mot havet.[4]
- Fyra portar ledde in till palatset varav den norra Guldporten (Porta Aurea) var den viktigaste. De övriga tre var Silverporten (Porta Argentea) i öster, Järnporten (Porta Ferrea) i väster[2] och Havsporten som i söder vette direkt mot havet. Området utanför den södra porten kom senare att torrläggas och idag leder den södra porten från Splits centrala strandpromenad in i palatset.

## Inom populärkulturen
Flera scener i den amerikanska TV-serien Game of Thrones har spelats in i Diocletianus palats.